# حقل مغلق جبريا
في الرياضيات، يقال عن حقل F أنه مغلق جبريا إذا كان لجميع الدوال الحدودية ذات المتغير الواحد و بدرجة تفوق 1، و بمعاملات في F، جذر واحد على الأقل في F.

## أمثلة
مجموعة الأعداد الحقيقية هي حقل غير مغلق جبريا لأن المعادلة الحدودية x2 + 1 = 0  لا تقبل أي جذر حقيقي رغم أن معاملاتها (0 و1) حقيقية.